# Gavnø
Gavnø is een Deens eiland in de Karrebækfjord, vlak voor de westkust van Seeland, in de gemeente Næstved. Het eiland is middels een brug met Seeland verbonden. Gavnø heeft 35 inwoners.
In 1231 stond het eiland bekend als Gapnø. Deze naam is afkomstig van het woord gab (opening, kloof), dat verwijst naar de ligging van het eiland in de fjord, tussen de zee en het riviertje Suså dat toegang gaf tot de nabijgelegen stad Næstved.
De geschiedenis van het eiland is sterk verbonden met het gelijknamige Slot Gavnø. In 1205 was het eiland in eigendom van het klooster Sankt Peders, waarna er diverse adellijke eigenaren volgden. Vanwege de strategische ligging nabij Næstved, wilde de Deense kroon een niet al te sterke eigenaar op het eiland. Onder koningin Margaretha I werd daarom in 1401 begonnen met de bouw van een nonnenklooster. Het eiland bleef tot 1536 in eigendom van het klooster, maar de reformatie zorgde er voor dat het eiland in handen van de kroon kwam. In 1583 werd Gavnø overgedragen aan Hans Johansen Lindenov, die het klooster ombouwde tot kasteel. In 1682 kwam het eiland in bezit van Knud Thott, en sindsdien is de familie Thott verbonden aan het kasteel en het eiland. Otto Thott liet in de 18e eeuw het kasteel ombouwen tot het huidige rococo-bouwwerk en stond tevens aan de wieg van de kunstcollectie en bibliotheek.
Tussen het eiland en Seeland lag een dam, waar in 1766 een houten brug overheen gebouwd werd. In de jaren 1870 werd de brug in steen uitgevoerd.
In 1961 gaf baron Axel Gustav Tage Reedtz-Thott het eigendom van het hoofdgebouw over aan de beheersorganisatie Gavnø Fond. De familie bleef eigenaar van het landgoed en de tuinen.